# Lijst van voetbalinterlands Botswana - Burundi (vrouwen)
Deze lijst van voetbalinterlands is een overzicht van alle officiële voetbalinterlands tussen de nationale vrouwenteams van Botswana en Burundi. De landen hebben tot nu toe één keer tegen elkaar gespeeld. 

## Wedstrijden
| № | Plaats | Datum       | Competitie      | Wedstrijd          | Uitslag |
| - | ------ | ----------- | --------------- | ------------------ | ------- |
| 1 | Rabat  | 4 juli 2022 | Afrika Cup 2022 | Burundi − Botswana | 2 − 4   |

## Samenvatting
| Competitie | Totaal gespeeld | Winst Botswana | Gelijk | Winst Burundi | Doelsaldo Botswana – Burundi |
| ---------- | --------------- | -------------- | ------ | ------------- | ---------------------------- |
| Afrika Cup | 1               | 1              | 0      | 0             | 4 − 2                        |
| Totaal     | 1               | 1              | 0      | 0             | 4 − 2                        |